# شناختی تازه از سعدی
ش‍ن‍اخ‍ت‍ی ت‍ازه از س‍ع‍دی: ه‍م‍راه ب‍ا م‍ت‍ن م‍ص‍ح‍ح و م‍ع‍رب اش‍ع‍ار ع‍رب‍ی و ت‍رج‍م‍ه ف‍ارس‍ی کتابی از جعفر موید شیرازی است که در سال ۱۳۶۲ منتشر و در مراسم کتاب سال جمهوری اسلامی ایران به‌عنوان کتاب برگزیده معرفی شد.